# Aptesis incompta
Aptesis incompta är en stekelart som beskrevs av Henry Keith Townes, Jr. 1962. Aptesis incompta ingår i släktet Aptesis och familjen brokparasitsteklar. Inga underarter finns listade.